# Odontolaimus indicus
Odontolaimus indicus är en rundmaskart som beskrevs av Ali et al 1971. Odontolaimus indicus ingår i släktet Odontolaimus och familjen Prismatolaimidae. Inga underarter finns listade i Catalogue of Life.